# Facundo Guichón
Facundo Geremias Guichón Sisto (Florida, 8 de febrero de 1991) es un futbolista uruguayo que juega de centrocampista en Club Atlético Florida de la Liga de Futbol de Florida, la liga departamental de la ciudad de Florida, Uruguay, su ciudad natal.

## Trayectoria
Su primer club fue el Peñarol, institución donde realizó las divisiones juveniles. Fue ascendido al plantel de primera en el año 2010 de la mano del técnico uruguayo Diego Aguirre. Debutó oficialmente el 15 de mayo de 2011 por el torneo local ante River Plate (Montevideo). En su etapa en el conjunto aurinegro sale cedido en un par de ocasiones: al Racing de Montevideo (12-13) y al El Tanque Sisley (13-14).
En septiembre de 2014 abandona definitivamente el Peñarol para recalar en la A.D. Alcorcón, equipo de la Liga Adelante. En el conjunto alfarero se convierte, a partir de la 8.ª jornada, en el dueño de la posición de extremo izquierdo del once titular de José Bordalás mostrando a lo largo de la temporada su interés en seguir en España.
El 13 de julio de 2015 se hace oficial su fichaje por el Deportivo Alavés conjunto también de la Liga Adelante que había incorporado previamente como entrenador a José Bordalás, su entrenador en el Alcorcón, con el que ascendió a Primera como campeón de la categoría de plata y con el que marcó un gol en 19 partidos.
En julio de 2016, firma con el UCAM Murcia, después de haber ascendido a Primera División con el Deportivo Alavés, y firma contrato por una temporada con el equipo universitario de fútbol. Sin embargo, el club murciano rescinde su contrato antes de terminar la temporada, quedando libre.
En marzo de 2017 ficha por el club finés SJK Seinäjoki, acabando allí la temporada 2016-2017. Al término de la misma rescinde su vinculación con el club finés de mutuo acuerdo y, en julio de 2017, ficha por la UE Llagostera del grupo III de la 2.ª B española para disputar la temporada 2017-2018 en sus filas.
En febrero de 2024 se confirma su incorporación al Club Atlético Florida, el club más laureado de la liga local de su ciudad de origen.

## Clubes
| Club             | País      | Año       | Partidos | Goles | Asistencias |
| ---------------- | --------- | --------- | -------- | ----- | ----------- |
| Peñarol          | Uruguay   | 2011-2012 | 12       | 2     | 1           |
| Racing           | Uruguay   | 2012-2013 | 12       | 1     | 0           |
| Peñarol          | Uruguay   | 2013      | 0        | 0     | 0           |
| El Tanque Sisley | Uruguay   | 2014      | 11       | 2     | 0           |
| Alcorcón         | España    | 2014-2015 | 33       | 3     | 5           |
| Deportivo Alavés | España    | 2015-2016 | 31       | 1     | 1           |
| UCAM Murcia      | España    | 2016      | 7        | 0     | 0           |
| Seinäjoki        | Finlandia | 2017      | 17       | 4     | 0           |
| Llagostera       | España    | 2017-2018 | 28       | 0     | 0           |
| Santa Fe         | Colombia  | 2018-2019 | 30       | 2     | 4           |
| Rampla Juniors   | Uruguay   | 2019      | 9        | 0     | 0           |
| Deportes Iquique | Chile     | 2019      | 9        | 0     | 0           |
| Alki Oroklini    | Chipre    | 2020      | 11       | 3     | 0           |
| 9 de Octubre     | Ecuador   | 2021      | 3        | 0     | 0           |
| Guayaquil City   | Ecuador   | 2021-act. | 3        | 0     | 0           |

## Palmarés

### Títulos nacionales
| Título              | Equipo  | País    | Año     |
| ------------------- | ------- | ------- | ------- |
| Campeonato Uruguayo | Peñarol | Uruguay | 2012-13 |